# Liste der Biografien/Buo
Liste der Biografien |
Portal Biografien |
Personensuche
# |
A |
B |
C |
D |
E |
F |
G |
H |
I |
J |
K |
L |
M |
N |
O |
P |
Q |
R |
S |
T |
U |
V |
W |
X |
Y |
Z |
?
 
Ba |
Be |
Bd |
Bg |
Bh |
Bi |
Bj |
Bl |
Bm |
Bn |
Bo |
Br |
Bs |
Bu |
Bw |
By |
Bz
 
Bua |
Bub |
Buc |
Bud |
Bue |
Buf |
Bug |
Buh |
Bui |
Buj |
Buk |
Bul |
Bum |
Bun |
Buo |
Buq |
Bur |
Bus |
But–Buz
Die Liste der Biografien führt alle Personen auf, die in der deutschsprachigen Wikipedia einen Artikel haben. Dieses ist eine Teilliste mit 65 Einträgen von Personen, deren Namen mit den Buchstaben „Buo“ beginnt.

## Buo

### Buob
- Buob, Hans (* 1934), deutscher Ordensgeistlicher, Novizenmeister
- Buob, Nalani (* 2001), Schweizer Rollstuhltennisspielerin

### Buol
- Buol, Elsa (1892–1920), Schweizer Kindergärtnerin
- Buol, Georg (1787–1862), Schweizer Politiker
- Buol, Heinrich von (1880–1945), österreichischer Manager
- Buol, Meinrad von (1588–1658), Schweizer Adeliger
- Buol, Paul von (1481–1567), Schweizer Adeliger
- Buol-Berenberg, Johann Nepomuk von (1746–1813), Schweizer Adeliger
- Buol-Berenberg, Joseph Ignaz von (1749–1817), Schweizer Adeliger
- Buol-Berenberg, Maria Anna von (1861–1943), Tiroler Schriftstellerin
- Buol-Berenberg, Rudolf von (1842–1902), deutscher Politiker (Zentrum), MdR und Reichstagspräsident
- Buol-Schauenstein, Johann Anton von (1710–1771), Schweizer Adliger
- Buol-Schauenstein, Johann Rudolf von (1763–1834), österreichischer Diplomat und Politiker
- Buol-Schauenstein, Karl Ferdinand von (1797–1865), österreichischer StaatsmannKarl Ferdinand von Buol-Schauenstein (1797–1865)

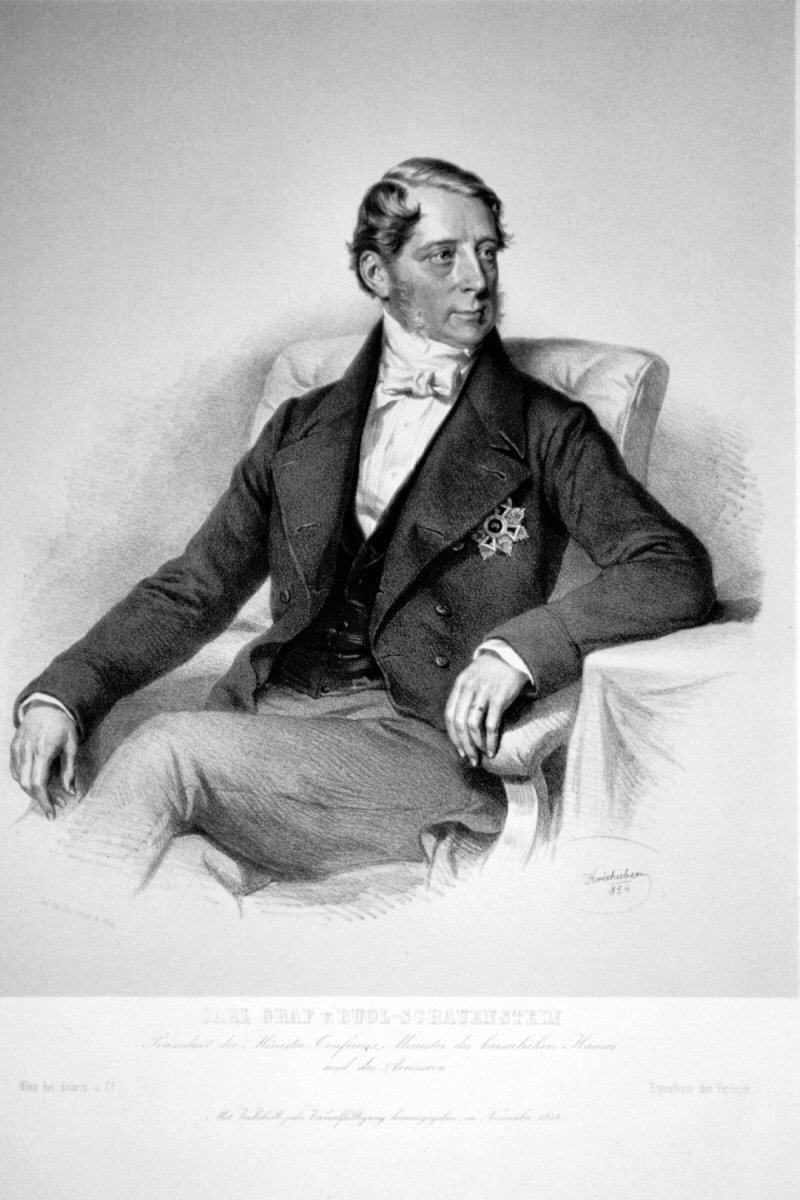
Karl Ferdinand von Buol-Schauenstein (1797–1865)

- Buol-Schauenstein, Karl Rudolf von (1760–1833), Bischof von Chur
- Buol-Schauenstein, Rudolf Anton von (1705–1765), österreichischer Adeliger
- Buol-Strassberg, Johann Anton von (1601–1662), Schweizer Adeliger
- Buol-Strassberg, Paul von (1634–1697), Schweizer Adeliger
- Buolamwini, Joy (* 1989), ghanaisch-amerikanisch-kanadische Informatikerin und digitale Aktivistin

### Buom
- Buomberger, Emil (1877–1939), Schweizer Jurist, Journalist, Redakteur, Schriftsteller und Politiker
- Buomberger, Ferdinand (1874–1946), Schweizer Journalist, Schriftsteller, Statistiker und Schriftpsychologe
- Buommattei, Benedetto (1581–1648), italienischer Romanist und Grammatiker

### Buon
- Buonaccorsi, Biagio, Amtsträger der Republik Florenz und Freund von Niccolò Machiavelli
- Buonaccorsi, Filippo (1437–1496), polnisch-italienischer Humanist und Staatsmann
- Buonaccorsi, Simone (1708–1776), Kardinal der römisch-katholischen Kirche
- Buonafede, Appiano (1716–1793), italienischer Philosoph, Theologe und Schriftsteller
- Buonaguida, Pacino di († 1339), italienischer Maler und Miniaturist
- Buonagurio, Francesco (* 1907), italienischer Boxer und Opfer des Holocaust
- Buonaiuti, Ernesto (1881–1946), katholischer Theologe
- Buonamente, Giovanni Battista († 1642), italienischer Komponist und Violinist
- Buonamici, Francesco (1533–1603), italienischer Philosoph
- Buonamici, Francesco (1596–1677), italienischer Architekt und Maler
- Buonamici, Giuseppe (1846–1914), italienischer Pianist, Musikpädagoge und Komponist
- Buonamici, Lazarus († 1552), italienischer Humanist
- Buonamico Buffalmacco, italienischer Maler
- Buonanno, Alessandra (* 1968), italienische theoretische Physikerin in den Bereichen Gravitationswellenphysik und Kosmologie
- Buonanno, Gianluca (1966–2016), italienischer Politiker der Lega Nord
- Buonanotte, Diego (* 1988), argentinischer Fußballspieler
- Buonanotte, Facundo (* 2004), argentinischer Fußballspieler
- Buonaparte, Carlo (1746–1785), Vater von Joseph Bonaparte und Napoleon BonaparteCarlo Buonaparte (1746–1785)

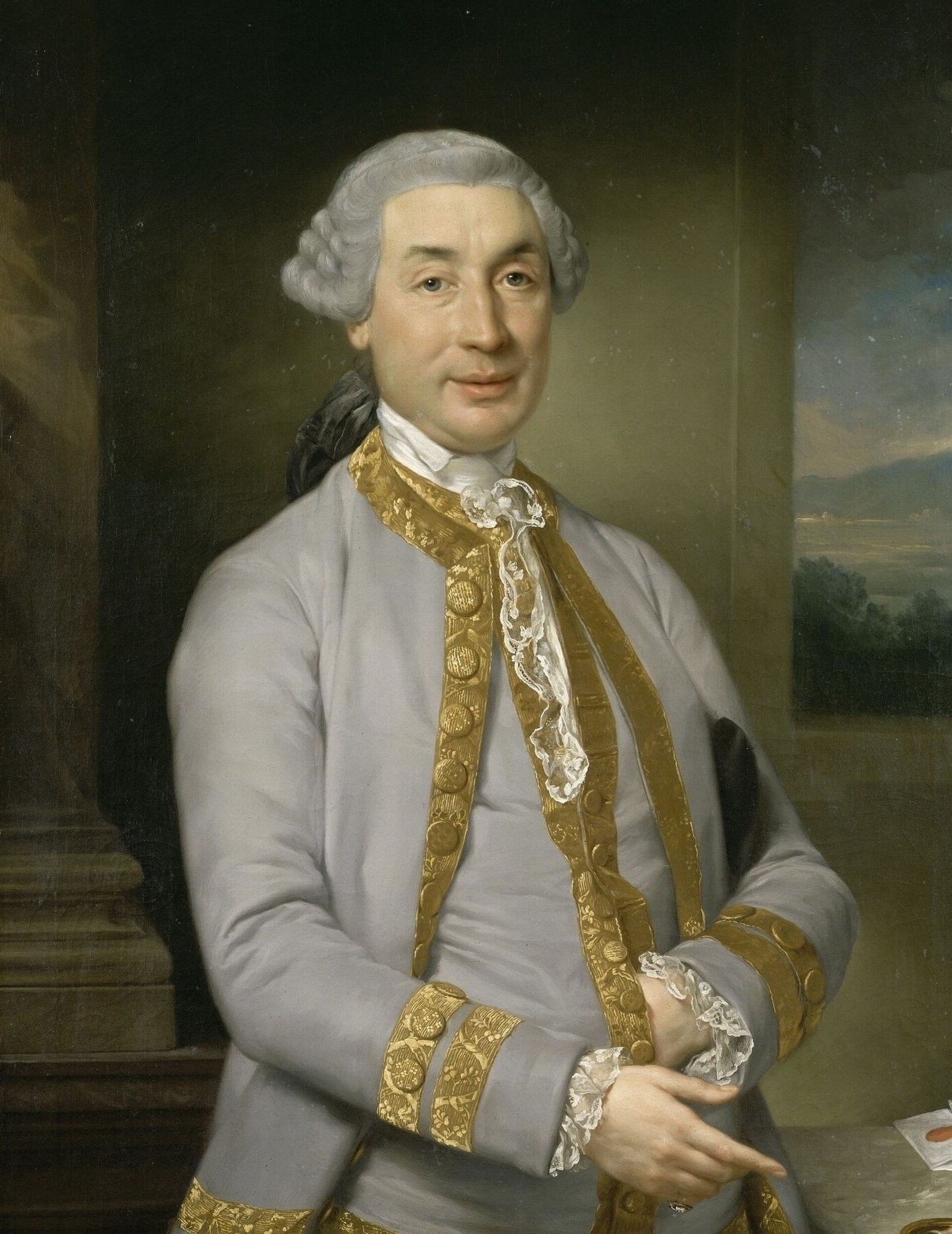
Carlo Buonaparte (1746–1785)

- Buonaparte, Giuseppe Maria (1713–1763), korsischer Politiker und Großvater des französischen Kaisers Napoleon I.
- Buonaparte, Letizia (1750–1836), Ehefrau von Carlo di Buonaparte und Mutter Napoléon Bonapartes
- Buonarroti, Filippo (1761–1837), italienischer Politiker und Publizist
- Buonarroti, Michelangelo (1568–1646), italienischer Dichter und Schriftsteller
- Buonaventura, Niccolò di Segna di, italienischer Maler
- Buoncristiani, Antonio (* 1943), italienischer Geistlicher, emeritierter römisch-katholischer Erzbischof von Siena-Colle di Val d’Elsa-Montalcino
- Buondelmonti, Cristoforo (* 1386), italienischer Mönch und Geograph
- Buongiorno, Alessandro (* 1999), italienischer Fußballspieler
- Buoni, Giorgio, italienischer Komponist des Barock
- Buoniconti, Nick (1940–2019), US-amerikanischer American-Football-Spieler
- Buono, Alexander, US-amerikanischer Regisseur, Kameramann und Filmproduzent
- Buono, Angelo (1934–2002), US-amerikanischer Serienmörder
- Buono, Cara (* 1974), US-amerikanische SchauspielerinCara Buono (* 1974)

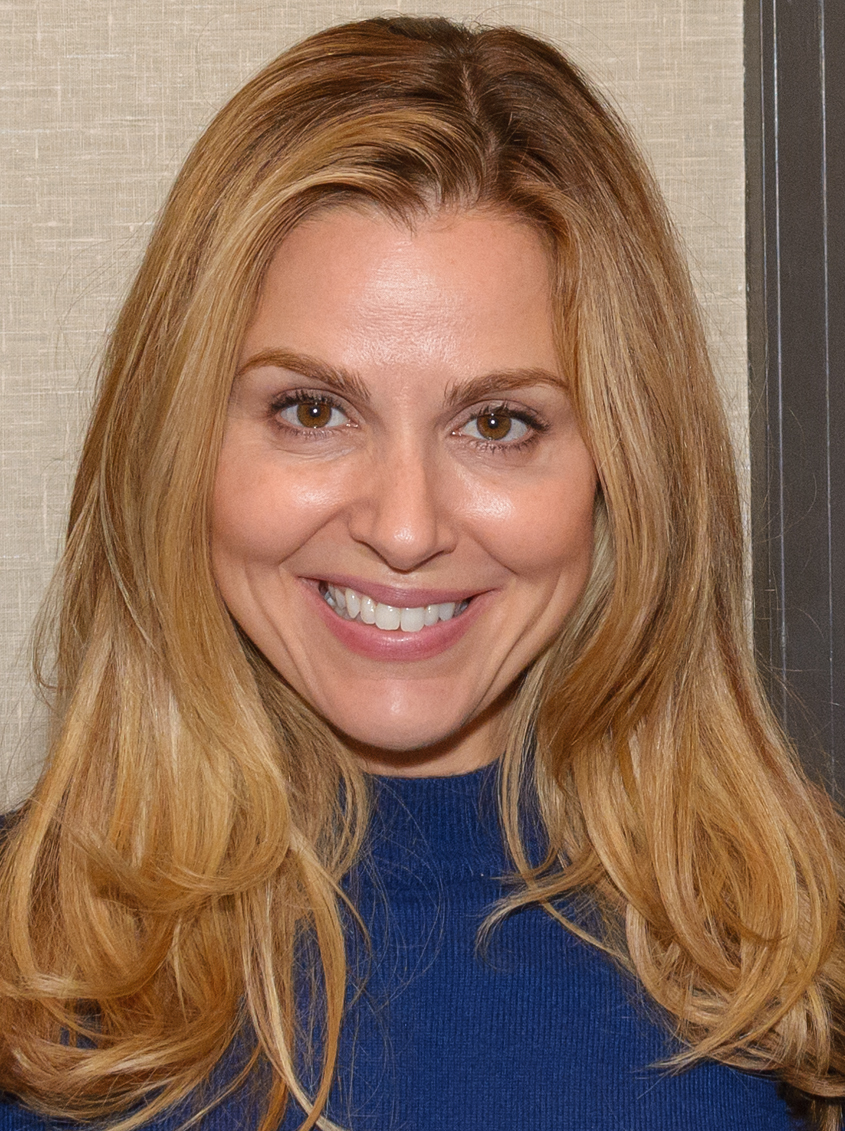
Cara Buono (* 1974)

- Buono, Victor (1938–1982), US-amerikanischer Schauspieler
- Buono, Zora del (* 1962), Schweizer Journalistin und Autorin
- Buonocore, Pasquale (1916–2003), italienischer Wasserballspieler
- Buonomo, Vincenzo (* 1961), italienischer Rechtswissenschaftler
- Buonsignori, Maddalena († 1396), bolognesische Juristin und Universitätslehrerin
- Buontalenti, Bernardo (1531–1608), italienischer Maler, Architekt und Theatermaschinist
- Buonvicino, Ambrogio († 1622), italienischer Bildhauer
- Buonvino, Paolo (* 1968), italienischer Komponist
- Buonvisi, Girolamo (1607–1677), italienischer Geistlicher

### Buot
- Buot, Jacques, französischer Gelehrter

### Buoz
- Buozzi, Bruno (1881–1944), italienischer Gewerkschafter und Politiker
- Buozzi, Bruto (1885–1937), italienischer Turner